# Michel Forges
Michel Forges (né en 1960 à Bruxelles) est avocat et ancien bâtonnier de l’ordre français du barreau de Bruxelles. Il a été assistant à la Faculté de droit de Louvain de 1985 à 1991, maître de conférences à l'Université de Mons de 1991 à 2017, (enseignement du droit commercial et du droit des sociétés à la Faculté Warocqué d'économie et de gestion), professeur de déontologie à l'Ecole de Formation Professionnelle du barreau de Bruxelles, de 1991 à 2004 et depuis le 1er septembre 2020 (Certificat d'aptitude à la profession d'avocat  - droit commercial) et chargé de cours à l’EPHEC de 2009 à 2016.

## Récompenses et distinctions
- Prix de la francophonie (1983)
- Prix BOELS (1983)
- Prix JANSON décerné en 1985 par le barreau de Bruxelles [2]
- Premier prix "Charlotte CORDAY" (1989)